# Macrothele hunanica
Macrothele hunanica är en spindelart som beskrevs av Zhu och Song 2000. Macrothele hunanica ingår i släktet Macrothele och familjen Hexathelidae. Inga underarter finns listade i Catalogue of Life.